# Poul Godske
Poul Godske (6. maj 1929 i Tommerup – 14. juli 2011) var en dansk jazzmusiker, komponist og pianist.
Godske var født i Tommerup og var autodidakt musiker, der spillede flere instrumenter. I begyndelsen af 1950'erne spillede han sopransaxofon, men skiftede senere til klaver. Han blev en del af Jørn Grauengaards skiftende orkestre i både trio- og kvintetformat i 1950'erne, 1960'erne og 1970'erne, og han blev kåret til årets jazzmusiker i 1959.
Efterhånden blev Godske selv kapelmester, og han var flittigt brugt i teater-, revy- og tv-sammenhænge. Han arbejdede blandt andet tæt sammen med Per Pallesen i Hjørringrevyen, tv-komikserien Dansk Naturgas samt Pallesen og Søren Pilmarks musikalske shows. Han akkompagnerede også en række sangere som Grethe Sønck, Poul Bundgaard og Otto Brandenburg.
Også til pladeindspilninger blev Poul Godske meget benyttet, først og fremmest som akkompagnatør. Men han indspillede også albummet Bald is Beautiful med sit eget orkester. Han skrev en række melodier til mange af de revyer, han spillede til. Han stoppede som professionel musiker i 2002.